# Gerardo Abad Conde
Gerardo Abad Conde (Ordes, La Corunya, 8 d'agost de 1881 - Madrid, 10 de setembre de 1936) fou un advocat i polític gallec, va ser ministre de Marina durant la Segona República Espanyola.

## Biografia
Es va llicenciar en Dret i va exercir l'advocacia a La Corunya, ocupant a més la càtedra de Legislació Mercantil i Legislació Marítima a l'Escola de Comerç d'aquesta ciutat i en la de Vigo. A més va ser director de l'Escola Nàutica corunyesa. Políticament, va pertànyer primerament al Partit Republicà Autònom de Coruña, del que va ser secretari en 1908, i, en la segona dècada del segle xx, es va integrar en el Partit Republicà Radical d'Alejandro Lerroux. Va ser regidor de La Corunya en diverses legislatures, ocupant l'ajuntament entre els anys 1918-1919. Va participar, en 1930, en el Pacte de Lestrove Amb l'arribada de la Segona República va ser nomenat sotssecretari del Ministeri de Comunicacions.

### República i Guerra Civil
A les eleccions generals espanyoles de 1931 es presenta per La Corunya, però no resulta escolli; no obstant això, en la repetició de les eleccions a Lugo, uns mesos després, sortí com a diputat per aquesta província. El juliol de 1933 fou escollit vocal del Tribunal de Garanties Constitucionals i, a la fi d'aquest any –després de no sortir escollit a les eleccions generals de 1933- és nomenat president del Consell d'Estat. Serà també president del Patronat per a la Confiscació dels béns dels Jesuïtes.
A principis de 1935, en un dels governs d'Alejandro Lerroux, és designat ministre de Marina. Durant la seva gestió –23 de gener al 3 d'abril de 1935- es va elaborar un pla de modernització naval, publicat en el diari oficial el 6 d'abril d'aquest any. El Pla Abad Conde comprenia la construcció de 2 minadores, 6 torpedinadors, 12 motollanxes, 12 llanxes torpedinadores, 8 dragamines, 12 submarins, 12 barcasses i quantitats importants de mines, instal·lacions antisubmarines, sistemes radiogonomètrics, armaments, etc. També preveia la modernització de les unitats ja existents, començant pels dos cuirassats en una primera fase i seguint després amb els creuers i destructors. El pla –l'import total del qual ascendia a uns 450 milions de pessetes a repartir en 5 anys- era absolutament irrealitzable en les condicions polític-socials que es trobava Espanya, pel que el seu successor Antonio Royo Villanova el va reduir a la més assenyada però ridícula pretensió de dues minadores, que una vegada realitzats serien el Marte i el Neptuno".
L'agost de 1935, després d'abandonar el ministeri, Abad Conde va ser nomenat catedràtic de Filosofia del Dret de la Universitat de La Laguna (Tenerife) però va renunciar davant les pressions rebudes. El 1936 es va presentar a les eleccions generals de febrer pel Partit Republicà Radical però, de nou, no va resultar escollit.
Després de l'alçament militar que va donar inici a la Guerra Civil espanyola, fou detingut en Madrid i enviat a la presó de Porlier, on fou assassinat a pesar de ser un reconegut republicà.